# The Famous 1938 Carnegie Hall Jazz Concert
The Famous 1938 Carnegie Hall Jazz Concert è un doppio album dal vivo del clarinettista e bandleader statunitense Benny Goodman, pubblicato nel 1950 ma registrato nel 1938.

## Tracce
Side 1
1. Don't Be That Way – 4:23 (Edgar Sampson, Benny Goodman, Mitchell Parish)
2. One O'Clock Jump – 6:38 (Count Basie)
3. Sensation Rag – 1:19 (Edwin "Eddie" Edwards)
4. I'm Coming Virginia – 2:07 (Will Marion Cook, Donald Heywood)
5. When My Baby Smiles at Me – 0:50 (Bill Munro, Andrew Sterling, Ted Lewis, Harry Von Tilzer)
6. Shine – 1:03 (Cecil Mack, Ford Dabney, Lew Brown)
7. Blue Reverie – 3:18 (Duke Ellington, Harry Carney)
8. Life Goes to a Party – 4:15 (Harry James, Benny Goodman)

Side 2
1. Honeysuckle Rose – 13:55 (Thomas "Fats" Waller, Andy Razaf)
2. Body and Soul – 3:23 (Johnny Green, Edward Heyman, Robert Sour, Frank Eyton)
3. Avalon – 4:16 (Vincent Rose, B.G. DeSylva, Al Jolson)
4. The Man I Love – 3:26 (George Gershwin, Ira Gershwin)

Side 3
1. I Got Rhythm – 5:09 (George Gershwin, Ira Gershwin)
2. Blue Skies – 3:18 (Irving Berlin)
3. Loch Lomond – 2:58 (Traditional)
4. Blue Room – 2:42 (Richard Rodgers, Lorenz Hart)
5. Swingtime in the Rockies – 2:30 (Jimmy Mundy, Benny Goodman)
6. Bei Mir Bist du Schoen – 4:00 (Scholom Secunda, Jacob Jacobs; adatt. Sammy Cahn, Saul Chaplin)
7. China Boy – 4:53 (Dick Winfree, Phil Boutelje)

Side 4
1. Stompin' at the Savoy – 5:51 (Edgar Sampson, Benny Goodman, Chick Webb)
2. Dizzy Spells – 5:44 (Benny Goodman, Lionel Hampton, Teddy Wilson)
3. Sing Sing Sing (with a Swing) – 12:08 (Louis Prima)
4. Big John's Special – 3:48 (Horace Henderson)

## Reissue 1999 (CD)

### Disco 1
1. Benny Goodman 1950 Introduction (recorded 1950) – 0:22
2. Don't Be That Way – 4:12 (Edgar Sampson, Benny Goodman, Mitchell Parish)
3. Sometimes I'm Happy – 4:13 (Vincent Youmans, Irving Caesar, Clifford Grey)
4. One O'Clock Jump – 6:47 (Eddie Durham, Buster Smith)
5. Applause; transition to Twenty Years of Jazz – 0:41
6. Sensation Rag – 1:12 (Edwin "Eddie" Edwards)
7. I'm Coming Virginia – 2:15 (Will Marion Cook, Donald Heywood)
8. When My Baby Smiles at Me – 0:52 (Bill Munro, Andres Sterling, Ted Lewis, Harry Von Tilzer)
9. Shine – 0:55 (Cecil Mack, Ford Dabney, Lew Brown)
10. Blue Reverie – 3:32 (Duke Ellington, Harry Carney)
11. Applause; transition back to Goodman Orchestra – 0:22
12. Life Goes to a Party – 4:05 (Harry James, Benny Goodman)
13. Setting up for Jam Session – 0:40
14. Honeysuckle Rose (solos: Lester Young, Count Basie, Buck Clayton, Johnny Hodges, rhythm section (Basie, Freddie Green, Walter Page, Gene Krupa), Carney, Goodman, Green, James, Young, Clayton) – 16:42 (Thomas "Fats" Waller, Andy Razaf)
15. Applause; setting-up & tuning-up for BG Small Groups – 1:00
16. Body and Soul – 3:10 (Johnny Green, Edward Heyman, Robert Sour, Frank Eyton)
17. Applause as Lionel Hampton enters – 0:27
18. Avalon – 4:04 (Vincent Rose, B.G. DeSylva, Al Jolson)
19. The Man I Love – 3:35 (George Gershwin, Ira Gershwin)
20. I Got Rhythm – 4:51 (George Gershwin, Ira Gershwin)
21. pause track – 0:06

### Disco 2
1. Blue Skies – 3:14 (Irving Berlin)
2. Loch Lomond – 3:04 (Traditional)
3. Applause; Benny Goodman's 'No Encore' announcement – 1:14
4. Blue Room – 2:36 (Richard Rodgers, Lorenz Hart)
5. Swingtime in the Rockies – 2:38 (Jimmy Mundy, Benny Goodman)
6. Applause; Martha Tilton returns to stage – 0:21
7. Bei Mir Bist du Schoen – 3:54 (Scholom Secunda, Jacob Jacobs; adatt. Sammy Cahn, Saul Chaplin)
8. Applause; setting-up for BG small groups – 0:32
9. China Boy – 4:45 (Dick Winfree, Phil Boutelje)
10. Stompin' at the Savoy – 5:55 (Edgar Sampson, Benny Goodman, Chick Webb)
11. Applause; BG Quartet continues but changes program – 0:24
12. Dizzy Spells – 5:37 (Benny Goodman, Lionel Hampton, Teddy Wilson)
13. Applause; transition back to Goodman orchestra for finale – 0:41
14. Sing Sing Sing (with a Swing) – 12:02 (Louis Prima)
15. Applause until encores – 1:03
16. If Dreams Come True – 2:34 (Edgar Sampson, Benny Goodman, Irving Mills)
17. Applause for second encore – 0:21
18. Big John's Special – 3:41 (Horace Henderson)
19. pause track – 0:06

## Formazione
- Benny Goodman - clarinetto, voce, leader
- Chris Griffin, Ziggy Elman, Harry James - tromba
- Red Ballard, Vernon Brown - trombone
- George Koenig, Art Rollini, Babe Russin, Hymie Schertzer - strumenti ad ancia
- Jess Stacy - piano
- Teddy Wilson - piano (BG trio e quartetto)
- Lionel Hampton - vibrafono (BG quartetto)
- Allan Reuss - chitarra
- Harry Goodman - basso
- Gene Krupa - batteria
- Martha Tilton - voce
- Buck Clayton - tromba
- Bobby Hackett - corno
- Cootie Williams - tromba
- Harry Carney - sassofono baritono
- Johnny Hodges - sassofono soprano, sassofono alto
- Lester Young - sassofono tenore
- Count Basie - piano
- Freddie Green - chitarra
- Walter Page - basso